# Karl Blau
Karl Blau (* 6. März 1930 in Themar; † 31. März 1994) war ein deutscher Politiker und Funktionär der NDPD in der DDR.

## Leben
Blau, Sohn eines Schuhmachermeisters, erlernte nach dem Besuch der Volksschule in Themar und der Oberschule in Hildburghausen von 1945 bis 1948 den gleichen Beruf. Er arbeitete anschließend als Schuhmachergeselle und wurde 1952 Schuhmachermeister. 1951 trat er der NDPD bei und war 1952 bis 1954 Geschäftsführer des NDPD-Kreisvorstandes Meiningen. Von 1954 bis 1973 war er Vorsitzender der Bezirkshandwerkskammer Suhl. Von 1954 bis 1958 war er Abgeordneter des Bezirkstages Suhl und gleichzeitig Mitglied der Länderkammer sowie Nachfolgekandidat der Volkskammer der DDR. Von 1955 bis 1990 gehörte er als Mitglied dem Hauptausschuss der NDPD an, von 1963 bis 1990 war er auch Mitglied seines Präsidiums. Von 1958 bis 1963 war er Abgeordneter der Volkskammer und dort Mitglied im Wirtschaftsausschuss.
Von 1967 bis 1973 wirkte er als Mitglied des Nationalrates der Nationalen Front der DDR und Vorsitzender des Bezirksausschusses Suhl. Von 1975 bis 18. Januar 1990 war Blau als Nachfolger von Martin Richter Vorsitzender des NDPD-Bezirksvorstandes Karl-Marx-Stadt. 1990 war er Staatssekretär für Handwerks- und Gewerbepolitik und Örtliche Versorgungswirtschaft im Ministerium für Leichtindustrie in der Regierung Modrow.

## Auszeichnungen
- Ernst-Moritz-Arndt-Medaille (1956)
- Vaterländischer Verdienstorden in Bronze (1964) und in Silber (1969)